# Guo Junjun
Guo Junjun (chiń. 郭君君; pinyin Guō Jūnjūn; ur. 2 stycznia 1991) – chińska pływaczka, specjalizująca się w stylu dowolnym.
Brązowa medalistka mistrzostw świata na krótkim basenie ze Stambułu (2012) w sztafecie 4 × 200 m stylem dowolnym.